# C.D.B. Bryan
Courtlandt Dixon Barnes Bryan, conosciuto come C.D.B. Bryan (New York, 22 aprile 1936 – Guilford (Connecticut), 15 dicembre 2009), è stato uno scrittore e giornalista statunitense.

## Biografia
Bryan ha conseguito nel 1958 il Bachelor of Arts all’Università di Yale. Ha poi prestato servizio nell'esercito degli Stati Uniti come ufficiale (1958-1960 in Corea del Sud, 1961-1962 a Berlino). Negli anni seguenti ha svolto varie attività nel settore della letteratura (caporedattore di una rivista satirica, docente in varie università, collaboratore di vari periodici).
Ha pubblicato il suo primo libro (P.S. Wilkinson) nel 1965. Il suo libro di maggior successo è Friendly Fire ed è stato pubblicato nel 1976. Tratta la vicenda di una famiglia di contadini in Iowa, che apprende che il loro figlio è stato ucciso in Vietnam dal cosiddetto fuoco amico. Dal libro è stato ricavato un film girato nel 1979 per la televisione.
Nel 1995 ha pubblicato un libro su un convegno tenuto dallo psichiatra John Mack e dal fisico David Pritchard nel 1992 al Massachusetts Institute of Technology (MIT), che trattava del fenomeno dei rapimenti alieni.

## Premi
- Premio Harper per P. S. Wilkinson (1965)
- Premio Peabody  per Friendly Fire (1980)

## Pubblicazioni

### Romanzi
- P. S. Wilkinson, 1965
- The Great Dethriffe, 1970
- Beautiful Women, Ugly Scenes, 1983

### Saggi
- Friendly Fire, 1976
- The National Air and Space Museum, 1979
- The National Geographic Society: 100 Years of Adventure and Discovery, 1987
- Close Encounters of the Fourth Kind: Alien Abduction, UFOs and the Conference at M.I.T., 1995